# Ulf Aas
Ulf Aas (Oslo, 14 settembre 1919 – Oslo, 16 dicembre 2011) è stato un illustratore norvegese.

## Biografia
Ha lavorato per il giornale Aftenposten dal 1948 (a tempo pieno dal 1977). Ha contribuito con illustrazioni a oltre 200 libri. Fu decorato con l'Ordine Reale Norvegese di Sant'Olav di prima classe nel 1999.